# Cozyptila guseinovorum
Cozyptila guseinovorum là một loài nhện trong họ Thomisidae.
Loài này thuộc chi Cozyptila. Cozyptila guseinovorum được Yuri M. Marusik & Kovblyuk miêu tả năm 2005.